# 王著 (元朝)
王著（?—?），元朝的益都千户。
時值權臣阿合馬倒行逆施，民怨沸騰。至元十九年，王著聯絡僧人高和尚，並密鑄大銅鎚，趁忽必烈北往上都（今內蒙古境內）時密謀殺之。是年三月三月十七日（戊寅），詐稱太子真金南還，並假傳太子之命召喚留守大都的阿合馬，然後設計將阿合馬刺殺而死。事後忽必烈處以極刑，將王著還有同謀的高和尚、張易皆棄市。王著臨刑大呼：“王著為天下除害。今死矣，異日必有為我書其事者。”